# Idrissa Ouédraogo
Idrissa Ouédraogo (Banfora, 21 de enero de 1954 - Uagadugú, 18 de febrero de 2018) fue un cineasta burkinés cuya obra a menudo exploraba el conflicto entre la vida rural y urbana y la tradición y la modernidad en su Burkina Faso natal y en otros lugares de África. Logró reconocimiento con sus largometrajes Tilaï, que ganó el Gran Premio en el Festival de Cannes de 1990, y Samba Traoré (1993), nominado para el Oso de Plata en la edición número 43 del Festival Internacional de Cine de Berlín.

## Biografía
Ouédraogo nació en Banfora, Alto Volta, territorio conocido actualmente como Burkina Faso. Su primer largometraje, Yam Daabo (1986), se centra en la decisión de una familia rural de seguir dependiendo de la ayuda gubernamental o de trasladarse a otro lugar y ser autosuficiente. Su primera película en recibir una distribución importante fue Yaaba, filme que ganó varios premios en festivales, incluido el Premio FIPRESCI en Cannes. A pesar de su popularidad, algunos críticos consideraron que Yaaba carecía de la visión crítica de los graves problemas que afectaban a la población representada en el filme.
Tilaï, su siguiente película, ganó el Gran Premio en el Festival de Cannes de 1990 y se inspiró en un momento de cambio en la cultura Mòoré, donde las vidas de los hijos de una familia se ven desgarradas por la inquebrantable adhesión a la tradición en un mundo moderno en rápida transformación. El éxito de Yam Daabo y Tilaï generó presión en el director, quien presentó de manera apresurada su siguiente película, Karim and Sala, en la edición número 12 del Festival Panafricano de Cine y Televisión de Uagadugú ante una pobre recepción y distribución. Con Samba Traoré (1993), el cineasta retornó a la temática de la vida rural frente a la urbana. La película fue bien recibida y recibió una nominación al Oso de Plata en la edición 43 del Festival Internacional de Cine de Berlín. Sus siguientes largometrajes fueron Le Cri du coeur (1994), Kini y Adams (1997), La Colère des dieux (2003) y Kato Kato (2006).
Ouédrago falleció el 18 de febrero de 2018 en Uagadugú. Recibió un funeral militar al que asistieron diversas figuras religiosas, políticas y artísticas.

## Filmografía

### Cortometrajes
| Año      | Título                        |
| -------- | ----------------------------- |
| 1981     | Pourquoi?                     |
| 1981     | Poko                          |
| 1983     | Les Écuelles                  |
| 1983     | Les funérailles du Larle Naba |
| 1984     | Ouagadougou, Ouaga deux roues |
| 1984     | Issa le Tisserand             |
| 1985     | Tenga                         |
| 1991     | Obi                           |
| 1994     | Afrique, mon Afrique          |
| 1996     | Samba et Leuk le lièvra       |
| 1994     | Gorki                         |
| 1997     | Les parias du cinéma          |
| 2001     | Scénarios du Sahel            |
| Fuentes: |                               |

### Largometrajes
| Año     | Título              |
| ------- | ------------------- |
| 1987    | Yam Daabo           |
| 1989    | Yaaba               |
| 1990    | Tilaï               |
| 1991    | Karim and Sala      |
| 1993    | Samba Traoré        |
| 1994    | Le cri du cœur      |
| 1997    | Kini and Adams      |
| 2003    | La colère des dieux |
| 2006    | Kato Kato           |
| Fuente: |                     |